# NGC 4486A
NGC 4486A este o stea situată în constelația Fecioara. A fost descoperită în  de către Charles Messier. Se află la o distanță de 18,2 megaparseci de Pământ.